# 西園寺掄子
西園寺 掄子（さいおんじ りんし、建久3年（1192年） - 建長3年3月11日（1251年4月3日））は、鎌倉時代前期の摂関・九条道家の正室。父は太政大臣西園寺公経。母は一条能保の娘・全子。九条教実・二条良実・一条実経・九条頼経・円実・慈源・法助・九条竴子・九条仁子・九条佺子を生む。教実・良実・実経は摂関に、頼経は将軍に、法助は仁和寺門跡に、竴子は後堀河天皇中宮に、仁子は近衛兼経正室に、佺子は四条天皇（竴子の子）の尚侍となった。

## 名前について
九条道家の正室の名前について、「掄子」と書かれるのが普通であるが、『女院次第』には「棆子」、『尊卑分脈』には「綸子」、『民経記』（貞永元年10月4日条）には「倫子」と書かれている（なお、参考文献の『日本女性人名事典』も「倫子」表記）。これについて、高松百香は次の様に解説している。当時の摂関家の正妻の初叙位は娘の入内の時に行われる事例が多く、名前の命名もその時に行われるのが一般的である。つまり、掄子の場合は長女の竴子が入内した時に叙位と命名が行われた可能性が高く、その名前の選定には夫の道家が深くかかわっていたとする。道家は摂関政治の全盛期を築いた平安時代の藤原道長に憧れており、竴子の名前も道長の長女で一条天皇の中宮になった藤原彰子に由来したとみられている。同じように掄子の名も藤原道長の正室であった源倫子に由来していたと推定し、表記にぶれがあっても「掄」「棆」「綸」「倫」の全てに"侖"の部分が共通しているのは、西園寺掄子の名が源倫子に由来している事が知られていたからだとしている。

## 経歴
年月は不明であるが、高松説に従えば寛喜元年（1229年）の竴子の入内の頃に叙位を受け、翌年3月15日の竴子の立后後の初参内の時に従二位に叙せられた（『明月記』）。寛喜3年（1231年）3月7日に従一位に叙せられる（『明月記』、2日前に行われた方違による訪問を名目とした後堀河天皇の一条室町第における竴子所生の秀仁親王（後の四条天皇）との初対面による勧賞）。貞永元年（1232年）12月27日に四条天皇の外祖母ということで准三宮となった。嘉禎4年（1238年）7月17日に出家した（夫の道家は4月25日に出家している。共に『吾妻鏡』）。建長3年（1251年）に60歳で没する。